# Preangerbode
De Preangerbode was een krant in Nederlands-Indië, die tussen 1896 en 1957 verscheen te Bandung.

Hoofdredacteuren waren: J.H.L.E. van Meeverden (1896-?), Johan Fabricius (1896?-1902), G.L. la Bastide (1902-1906), Th.E. Stufkens (1906-1921), C.W. Wormser (1921-1942) en J.P. Verhoek (1950-1956).
Aanvankelijk kwam de krant alleen op maandag uit; het eerste nummer verscheen op maandag 6 juli 1896.

In de eerste decennia had de krant als ondertitel: "Nieuws- en Advertentieblad voor de Preanger-Regentschappen: tevens Mailcourant". In 1923 werd de naam officieel veranderd in Algemeen Indisch Dagblad De Preangerbode dat vervolgens verscheen van 1923 tot ongeveer 1957. In de volksmond werden beide namen afgekort tot 'de Preangerbode'.
De naam is ontleend aan het Preangerlandschap, een bergachtig gebied ten zuiden van Jakarta, waar op de hoogvlakte de stad Bandung gesticht was door de Nederlandse koloniale overheid. Doordat het gebied de Preanger vanaf circa 1880 een sterke groei kende van planters in thee en koffie én Bandung een bestuurscentrum werd, had deze koloniale samenleving grote behoefte aan (regionale) nieuwsvoorziening, waardoor er voor dit blad een (advertentie)markt ontstond.
De krant werd opgericht door Johan Fabricius en een vriend, en werd uitgegeven door J.R. De Vries & Co. te Bandung. In 1902 werd Fabricius ziek en ging hij terug naar Nederland; de krant verkocht hij aan Kolff & Co. In 1913 verkocht Kolff & Co. de krant aan de beheerder van hun Bandungse filiaal, I. Vorkink. Deze verkocht in de jaren twintig de helft aan C.W. Wormser, die destijds hoofdredacteur was. Op 9 november 1922 trad Albert Zimmerman, later hoofdredacteur van d’Orient, toe tot de redactie (Indische Courant, 10-11-1922)
De Preangerbode had een gedegen journalistieke faam. Fabricius begon met een brave krant, maar G.L. La Bastide introduceerde een 'ethische opvatting' richting de Indonesische bevolking. Onder C.W. Wormser werd de koers weer conservatiever en dat bleef zo.
In het pand van de voormalige drukkerij/uitgeverij aan de Grote Postweg (Jalan Raya Pos, tegenwoordig plaatselijk Jalan Asia-Afrika) te Bandung is de Indonesischtalige krant de Pikiran Rakyat gevestigd.